# Lossonczy István
losonczi Lossonczy István (Miskolc, 1883. december 29. – Budapest, 1944. szeptember 1.) magyar katonatiszt, őrnagy, politikus, főispán, közellátásügyi miniszter.

## Élete
Régi nemesi családban született. Középiskolai tanulmányait a miskolci református főgimnáziumban végezte, majd a budapesti tudományegyetemen jogot hallgatott. Egyetemi tanulmányait követően huszártisztként katonai szolgálatba lépett. Az első világháborút végigharcolta, előbb csapattisztként, majd a 6. lovasdandár és az 1. lovashadosztály vezérkari tisztjeként teljesített szolgálatot. A Tanácsköztársaság idején halálra ítélték, de elmenekült, és a Siófokon működő fővezérségen szolgált. 
1922-ig a honvédelmi minisztérium csoportvezetője volt, majd őrnagyi fokozattal nyugállományba vonult. Tiszaderzsen, felesége, roffi Borbély Etelka (?–1965) birtokán kezdett gazdálkodni, itt később mintatelepül is szolgáló öntözőgazdálkodást létesített. Élénken részt vett Szolnok vármegye közéletében, publicisztikával is foglalkozott, hosszú ideig elnöke volt a Tiszántúli Mezőgazdasági Kamarának. Társadalmi szerepvállalása mellett a történelem és a régészet is érdekelte, elismert régészeti szakíró volt. 
Politikai pályáját 1936-ban kezdte, amikor a Gömbös Gyula halála miatt kiírt időközi választáson az abádszalóki kerület képviselője lett a Nemzeti Egység Pártja színeiben. Az Országgyűlésben mezőgazdasági és öntözési ügyekkel foglalkozott, 1938-ban az öntözési hivatal felállításáról szóló törvényjavaslat tárgyalásakor pártjának vezérszónoka volt. 1938-ban Horthy Miklós kormányzó Hajdú vármegye és Debrecen szabad királyi város főispánjának nevezte ki. 1939-ben a 6. hadtest országmozgósítási kormánybiztosa lett, majd 1940 végétől közellátási kormánybiztosként dolgozott. 
1941 szeptemberében az Országos Közellátási Hivatal politikai államtitkára lett, így Győrffy-Bengyel Sándor közellátásügyi tárcanélküli miniszter legközelebbi munkatársa volt. Győrffy-Bengyel halála után a kormányzó Lossonczyt nevezte ki közellátásügyi miniszterré, a tisztséget 1942. június 30-tól október 19-ig viselte, ekkor azonban egészségügyi okokra hivatkozva lemondott, utóda Szász Lajos lett. Érdemei elismeréséül a kormányzó titkos tanácsosi címmel tüntette ki. Hosszú betegség után 1944-ben hunyt el Budapesten, 60 évesen. Tiszaderzsen temették el.